# 31254 Totucciogrisanti
31254 Totucciogrisanti è un asteroide della fascia principale. Scoperto nel 1998, presenta un'orbita caratterizzata da un semiasse maggiore pari a 2,755904 UA e da un'eccentricità di 0,205850, inclinata di 9,014723° rispetto all'eclittica.
L'asteroide è dedicato al professore di letteratura e filosofia Salvatore Grisanti, detto Totuccio.